# Семериков, Данила Михайлович
Данила Михайлович Семериков (род. 19 октября 1994 года) — российский конькобежец, 4-кратный бронзовый призёр чемпионатов мира, 3-кратный призёр чемпионатов Европы, 6-кратный чемпион и 10-кратный призёр чемпионатов России. мастер спорта международного класса (2015). Выступал за ЦСП (Саратов).

## Биография
Данила Семериков начал заниматься конькобежным спортом в возрасте 10 лет у своего отца, тренера Семерикова Михаила Владимировича. С 2008 года участвовал в молодёжном чемпионате России, а с 2011 года на юниорском уровне. С 2012 года Данила вошёл в юниорский состав сборной команды России и дебютировал на Кубке мира среди юниоров. В 2013 году он стал третьим на чемпионате России среди юниоров в многоборье и впервые принял участие на чемпионате мира среди юниоров.
С 2014 года Семериков участвовал на чемпионате России среди взрослых. В сезоне 2014/15 выиграл бронзу на этапе Кубка мира в Обихиро в командной гонке. На чемпионате мира на отдельных дистанциях в Херенвене занял 23-е место в масс-старте и 4-е в командной гонке преследования. На чемпионате России 2016 года Данила стал 2-м на дистанции 5000 м и 3-м на 10 000 м. С того момента он стабильно попадал в тройку лучших на взрослых Чемпионатах России, в том числе, одерживая победы на дистанциях 5000 и 10000 метров. 
На чемпионате мира на отдельных дистанциях в Коломне стал 24-м в масс-старте. В конце декабря 2017 года он выиграл чемпионат России, ставший абсолютно лучшим в его карьере, где в забегах на 5000 м и 10 000 м взял золото. В феврале на чемпионате мира на отдельных дистанциях в Канныне пришел 18-м на дистанции 5000 м, 10-м в забеге на 10 000 м и 24-м в масс-старте. В январе 2018 года на чемпионате Европы в Коломне он выиграл серебряную медаль в командной гонке.
16 декабря 2018 года на 4-м этапе Кубка мира одержал победу на дистанции 5000 метров с новым рекордом катка «Тиалф», опередив занявших второе место и третье места Патрика Руста и Свена Крамера. В сезоне 2018/19 Данила стал с партнёрами первым на этапе Кубка мира в Обихиро, третьим был в Польше на дистанции 10 000 м и в командной гонке. На этапе в Херенвене занял 1-е место в забеге на 5000 м со временем 6:18,605 сек.  
На чемпионате мира в Инцелле в феврале 2019 года выиграл бронзовую медаль в командной гонке и в забеге на 10 000 м, также занял 7-е место в масс-старте и 8-е на 5000 м. В марте на чемпионате мира в классическом многоборье в Калгари занял 7-е место. В сезоне 2019/20 Семериков стал 2-м на этапе Кубка мира в Томашув-Мазовецком в забеге на 5000 м и 3-м в командной гонке. В Астане поднялся на 2-е место в забеге на 10 000 м и на 3-е в командной гонке.
В декабре 2019 года на этапе Кубка мира в Нагано стал 1-м в забеге на 5000 м и в командной гонке, а в январе 2020 года на чемпионате Европы в Херенвене завоевал серебро в командной гонке и бронзу в масс-старте. На дистанции 5000 м занял 5-е место. Следом на чемпионате мира в Солт-Лейк-Сити Данила завоевал бронзовую медаль в командной гонке. В 2021 году он участвовал на Кубке мира, но только однажды в командной гонке стал третьим. На чемпионате страны выиграл золото в масс-старте и бронзу на 10 000 м.
На чемпионате мира в Херенвене он выиграл бронзовую медаль в командной гонке. В масс-старте выиграл полуфинал, но в финале остался только 9-м. В забеге на 5000 м занял 4-е место. В январе 2022 года на чемпионате Европы в Херенвене занял 16-е место в масс-старте и в очередной раз выиграл масс-старт на чемпионате России. На олимпиаде в Пекине он был запасным, так и не выступив на соревнованиях. После окончания сезона он уехал тренироваться в Китай. В 2024 году Семериков вернулся и стал третьим на чемпионате России в масс-старте и в забеге на 5000 м.

## Спортивные достижения
| Год  | Чемпионат Европы                             | ЧМ многоборье           | ЧM на отдельных дистанциях                             | Кубок мира                                   | Чемпионат мира среди юниоров |
| ---- | -------------------------------------------- | ----------------------- | ------------------------------------------------------ | -------------------------------------------- | ---------------------------- |
| 2013 |                                              |                         |                                                        |                                              | 34e 1500 м 20e 5000 м        |
| 2014 |                                              |                         |                                                        |                                              | 11e (17e, 12e, 17e, 10e)     |
| 2015 |                                              |                         | 23e масс-старт 4e командная гонка                      |                                              |                              |
| 2016 |                                              |                         | 24e масс-старт                                         |                                              |                              |
| 2017 |                                              | NC21 (22e, 18e, 22e, -) | 18e 5000 м 10e 10 000 м 24e масс-старт                 |                                              |                              |
| 2018 | 5e 5000 м · 10e масс-старт · командная гонка | DQ (18e, 5e, 15e, DQ)   |                                                        |                                              |                              |
| 2019 | DQ (11e, 4e, DQ, —)                          | 7е (20e, 6e, 20e, 6е)   | 8e 5000 м · 10 000 м · 8e масс-старт · командная гонка | 6e 5000 м · 16e масс-старт · командная гонка |                              |
| 2020 | 5e 5000 м · масс-старт · командная гонка     |                         | 16e 5000 м · 22е масс-старт · командная гонка          | 5000 м · 5e масс-старт · командная гонка     |                              |
| 2021 |                                              |                         | 4e 5000 м · 9e масс-старт · командная гонка            |                                              |                              |
| 2022 | 16e масс-старт                               |                         |                                                        |                                              |                              |

- (500 м, 5000 м, 1500 м, 10 000 м), для юниоров (500 м, 3000 м, 1500 м, 5000 м)
- NC = не отобрался на заключительную дистанцию
- DQ = дисквалификация

## Личная жизнь и семья
Данила Семериков после окончания лицея № 2 проходил службу в спортивной роте «Центрального спортивного клуба» Военно-воздушных сил России. Затем окончил Саратовский государственный социально-экономический университет в степени бакалавра. Он продолжил обучение в Саратовском государственном университете и получил учёную степень в Институте физического воспитания и спорта. Увлекается компьютерными играми, просмотром фильмов, приготовлением пищи. Женат на Марине Сальниковой, которая участвовала в соревнованиях по конькобежному спорту и получила звание мастера спорта Российской Федерации.